# Plotutils
Plotutils ist eine Sammlung von Kommandozeilenanwendungen und Programmbibliotheken zur Erstellung von Graphen ausgehend von Datensätzen. Plotutils enthält eine Bibliothek namens libplot, die 2D-Vektorgraphiken in gängige Graphikformate umwandelt, wie zum Beispiel PNG, SVG oder PostScript. Neben der Bibliothek enthält Plotutils noch mehrere Kommandozeilenanwendungen um aus Daten in verschiedenen Formaten Graphiken zu erzeugen. Außerdem enthält plotutils ein Programm zur numerischen Lösung von Differentialgleichungen.
Plotutils ist in vielen Linux-Distributionen vorhanden. So z. B. bei Debian oder Fedora. Plotutils wird beispielsweise im akademischen Bereich eingesetzt um Ergebnisse zu visualisieren.